# Ondřej Avellino
Svatý Ondřej Avellino, občanským jménem Lancellotto Avellino (1521, Castronuovo di Sant'Andrea, provincie Basilicata - 10. listopadu 1608, Neapol) byl italský kněz, člen řádu teatinů, prohlášený v roce 1712 papežem Klementem XI. za svatého.

## Životopis
Narodil se v Castronuovu v roce 1521, jeho otcem byl Giovanni Avellino a jeho matkou Margherita, rozená Appellová. Byl pokřtěn jménem Lancellotto, měl mladšího bratra. Jeho základní vzdělání zajistil strýc Cesare Appella, místní děkan. V roce 1532 odešel do několik kilometrů vzdálené obce Senise, kde po čtyři roky studoval klasickou filologii, matematiku a hudbu. 17. dubna 1537 přijal podjáhenské svěcení, další čtyři roky pomáhal svému strýci děkanovi jako katecheta. V roce 1545 nebo 1546 byl vysvěcen na kněze. V následujícím roce se zapsal na univerzitu v Neapoli, kde studoval právo.
V roce 1548 se seznámil se španělským jezuitou Diegem Lainezem, jehož duchovní cvičení v něm vyvolala hlubokou změnu smýšlení a pravou konverzi. Od té doby se rozhodl pokračovat v právnických studiích, zřeknout se však titulu, ovládat svou vůli, každý den postupovat na cestě k dokonalosti a zcela se oddat Bohu v teatinském řádu, který založil sv. Kajetán z Thieny v roce 1524.
Dokončil právnická studia, ale nechtěl usilovat o světskou slávu a proto odmítl akademický titul. Než byl přijat do teatinského řádu, pracoval jako advokát u arcibiskupské kurie v Neapoli. V tomto období se stalo, že musel u soudu hájit jistého kněze. Spor vyhrál, ale jen za pomoci lži. Po této události se Lancellotto rozhodl opustit vše, co by mu mohlo bránit ve službě Bohu. Vrátil se do rodné vsi a zřekl se svého dědického podílu ve prospěch bratra, odtud ho ale brzy generální vikář Scipione Rebiba povolal zpět do Neapole.
V roce 1551 byl pověřen úkolem reformovat mravy v klášteře sv. Archanděla v Baianu. V oněch dobách bylo zvykem šlechtických rodin dávat do kláštera děti, pro něž se nepodařilo najít vhodné manželství, což vedlo k úpadku klášterů a prostředí velmi vzdálenému ideálu mnišského života. Lancelotto se všemi svými silami snažil pomocí pečlivého dohledu nad mnichy zavést přísnou disciplínu, což vedlo k nelibosti mnichů a vyústilo až k pokusu o vraždu.
14. dubna 1556 vstoupil do postulátu k teatinům v klášteře sv. Pavla v Neapoli. Třicátého listopadu téhož roku se stal novicem a přijal řeholní jméno Ondřej. Řeholní sliby složil 25. ledna 1558. V roce 1560 se stal představeným noviců, tuto funkci zastával po deset let. Byl velmi ceněn jako zpovědník.
V roce 1567 se stal představeným kláštera sv. Pavla, tím byl následujících deset let. V letech 1573-1577 byl vizitátorem lombardské provincie teatinů, v letech 1590-1591 vizitátorem kampánské provincie.
V květnu 1585 došlo v Neapoli k hladomoru a povstání chudiny. Ondřej Avellino v tomto povstání působil jako vyjednavač a dal chudým k disposici majetek svého řádu.
Jeho řád zažil v neapolské, milánské a římské provincii v době jeho působení obrovský rozmach. Významná je také jeho korespondence, která čítá tisíce dopisů, a jeho spisy z oblasti asketiky a biblické výklady, svědčící o velké mariánské úctě. Jeho texty byly inspirovány převážně sv. Augustinem, sv. Janem Zlatoústým a sv. Tomášem Akvinským. K jeho blízkým spolupracovníkům patřili sv. Karel Boromejský a mystik Lorenzo Scupoli, autor knihy Duchovní boj. Jeho korespondence byla publikována ve dvou svazcích v roce 1731.
Zemřel 10. listopadu 1608 v Neapoli.

## Kult
Proces beatifikace začal v prosinci 1614, za blahoslaveného byl nakonec prohlášen papežem Urbanem VIII. 14. října 1624 a za svatého Klementem XI. 22. května 1712.
Je pohřben v bazilice sv. Pavla v Neapoli. Katolická církev slaví jeho svátek 10. listopadu. Je ochráncem před neočekávanou smrtí a patronem italské obce Badolato v Kalábrii.